# Alla Genrichowna Massewitsch

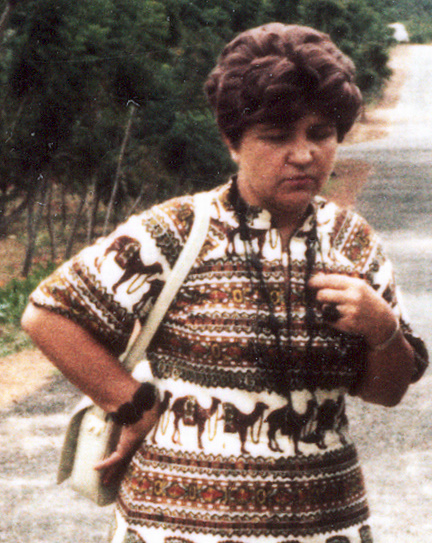
Alla Genrichowna Massewitsch (1977)

Alla Genrichowna Massewitsch (russisch Алла Генриховна Масевич, wiss. Transliteration Alla Genrichovna Masevič; * 9. Oktober 1918 in Tiflis; † 2. Mai 2008 in Moskau) war eine sowjetische bzw. russische Astronomin mit den hauptsächlichen Arbeitsgebieten Astrophysik (u. a. Sternentwicklung) und Höhere Geodäsie. Als Vizepräsidentin des Astronomischen Rats der Sowjetischen Akademie der Wissenschaften und rechte Hand von Wiktor Hambardsumjan fungierte sie u. a. als Verbindungsglied zu westlichen Vereinigungen von Astronomie und Geodäsie.

## Leben
Massewitsch war die Tochter eines Rechtsanwalts polnischer Abstammung. Nach dem Abschluss ihres Abiturs im Jahr 1936 begann sie ein Studium der Physik an der Universität Moskau, musste es jedoch 1941 aufgrund des Ausbruchs des Zweiten Weltkriegs vorzeitig abbrechen.
Im November 1941 lernte sie in einem Moskauer Luftschutzkeller den Metallurgen Joseph Friedlander kennen, den sie bereits neun Tage später heiratete, um eine drohende Trennung zu vermeiden. Statt wie andere Studenten der Universität Moskau nach Zentralasien evakuiert zu werden, folgte sie Friedländer nach Kuibyschew (heute Samara), wohin das Institut für Physik und Metalle, an dem er arbeitete, verlegt wurde. In Kuibyschew arbeitete sie ebenfalls am Institut und lehrte am Lehrerseminar Astronomie.
Im Frühjahr 1943 konnte Massewitsch nach Moskau zurückkehren. Sie forschte am Sternberg-Institut für Astronomie und promovierte 1946. Im Jahr 1949 erhielt sie einen Lehrauftrag für Astrophysik an der Universität Moskau, 1952 wurde sie Vizepräsidentin des Astronomischen Rats der Akademie der Wissenschaften der UdSSR. Seit 1956 war sie ordentliche Professorin für Astrophysik an der Moskauer Universität.
Sie hatte eine Tochter und war seit 1945 Mitglied der KPdSU.

## Wissenschaftliche Tätigkeit
In der Astrophysik befasste sich Massewitsch unter anderem mit der Sternentwicklung und verfasste eine der ersten Arbeiten zu den Unterriesen (Vorstufe der Roten Riesen). In der Höheren Geodäsie – die in der Sowjetunion traditionell zum Arbeitsgebiet der Astronomen gehörte – kooperierte (und diskutierte) sie u. a. mit DDR-Wissenschaftlern, mit der Universität Bonn und mit Karl Ledersteger (Wien).
Zu Beginn der Raumfahrt organisierte sie 1956–57 jene über die damalige Sowjetunion verteilten Gruppen zur Satellitenbeobachtung, welche die Bahnen der ersten sowjetischen Satelliten einzumessen hatten. Diese Beobachterteams entsprachen etwa den gleichzeitig aufgebauten Moonwatch-Teams der USA.
In Anbetracht ihrer Verdienste um die Raumfahrt wurde der 1972 am Krim-Observatorium entdeckte Hauptgürtel-Kleinplanet (1904) Massevitch nach der Wissenschaftlerin benannt. Er ist ein R-Typ-Asteroid mit 4,5 Jahren Umlaufzeit. Mit dem gleichzeitig benannten Asteroid (1905) Ambartsumian (1972 JZ) wurde auch ihr früherer Institutsvorstand und Mentor Hambardsumjan geehrt.

## Schriften (Auswahl)
- Aufbau und Entwicklung des Sonne (= Vortragsreihe Naturwissenschaft. Band 40). Urania-Verlag, Leipzig, Jena 1955, DNB 364377305 (Originaltitel: Stroenie i zvoljucija solnca. Übersetzt von Fritz Bartels).